# Paulina Bonaparte
Paulina Maria Bonaparte, właśc. Paoletta Maria Buonaparte, jako jedyna z rodzeństwa Napoleona zachowała pierwotną formę nazwiska (ur. 20 października 1780 w Ajaccio, zm. 9 czerwca 1825 we Florencji) – druga córka Carla Marii Buonaparte i Letycji z domu Ramolino, ulubiona siostra cesarza Napoleona.

## Życiorys
O jej wczesnych latach w Ajaccio niewiele wiadomo. Z obawy przed prześladowaniami ze strony przywódcy niepodległościowego ruchu korsykańskiego Pasquale Paoliego w wieku lat 13 uciekła wraz z matką i siostrami Karoliną oraz Elizą z Korsyki do Marsylii we Francji, gdzie przez pierwsze miesiące żyły bez dostatecznych środków materialnych. Dwa lata później, po mianowaniu Napoleona generałem, wraz z całą rodziną przeniosła się do Paryża. Była znana ze swobodnego trybu życia i licznych romansów. Za namową Napoleona w 1797 wyszła za generała Leclerca. Leclerc wkrótce został wysłany z ekspedycją francuską na San Domingo, która miała stłumić powstanie miejscowej ludności. Towarzysząc mężowi w wyprawie, Paulina prowadziła bogate życie erotyczne, miała romanse z wojskowymi - z oficerami i żołnierzami niższej rangi. W 1802 roku generał Leclerc zachorował na żółtą febrę, po czym zmarł. Mieli razem syna Dermida, który zmarł w 1806 roku w wieku 8 lat.
Po powrocie do Francji Paulina kolejny raz wyszła za mąż w 1803 roku za bogatego księcia Camillo Borghese (1775–1832), potomka jednego z najstarszych rodów włoskich. Tak jak jej pierwsze małżeństwo, także i to było aranżowane politycznie przez Napoleona. Camillo Borghese był fundatorem rzeźby Canovy, Wenus, do której Paulina pozowała nago. Wkrótce po tym wydarzeniu ich małżeństwo rozpadło się. Według ówczesnej opinii publicznej, powodem separacji były ekstrawaganckie pomysły księżnej, takie jak używanie służących jako krzeseł lub wnoszenie do kąpieli przez czarnoskórych niewolników. Nie doszło jednak do rozwodu, a tylko do separacji.
W odróżnieniu od większości rodzeństwa Napoleona, Paulina nie miała ambicji politycznych, ale przyjęła w roku 1806 władzę nad księstwami Parmy i Guastalli. Wkrótce jednak je sprzedała za sumę 6 milionów franków. Od roku 1810 jej stosunki z cesarzem uległy znacznemu pogorszeniu ze względu na nieprzyjaźń z jego drugą małżonką, Marią Ludwiką.
Po upadku monarchii napoleońskiej Camillo Borghese oficjalnie zerwał kontakty z rodziną Bonapartych. Paulina jako jedyna z rodzeństwa pomagała Napoleonowi w czasie jego pobytu na Elbie. W sytuacji gdy Ludwik XVIII nie dotrzymywał finansowych zobowiązań ustalonych przy abdykacji Napoleona w Fontainebleau, Paulina sprzedała swe klejnoty i uzyskane środki przekazała bratu. Wraz z matką była u jego boku zarówno na Elbie, jak w czasie Kampanii studniowej.
Po roku 1820 pogodziła się z mężem i zamieszkała razem z nim we Florencji. Pod koniec życia zachorowała, podobnie jak ojciec Carlo Maria i być może brat Napoleon, na raka żołądka. Zmarła 9 czerwca 1825 roku. Zgodnie ze swym życzeniem została pochowana w krypcie rodowej książąt Borghese w Rzymie.